# Station Kawase
Station Kawase (河瀬駅,  Kawase-eki) is een spoorwegstation in de Japanse stad Hikone. Het wordt aangedaan door de Biwako-lijn. Het station heeft drie sporen, gelegen aan één eilandperron en een enkel zijperron.

## Treindienst

### JR West
| 1,2 | ■ Biwako-lijn | richting Kusatsu en Kioto              |
| 2,3 | ■ Biwako-lijn | intercity richting Maibara en Nagahama |

## Geschiedenis
Het station werd in 1896 geopend. In 1998 en 2007 werd het station vernieuwd.

## Overig openbaar vervoer
Bussen van Kokuku naar bestemmingen binnen Hikone.

## Stationsomgeving
Het gebied rondom het station wordt gekenmerkt door fabrieken en productiecentra van zowel grote als kleine bedrijven.
- Fabrieken:
  - Shōwa Denkō
  - Fabriek van Sumida-staal
  - Kobayashi-staal
  - Shimizu
  - Senetsu Shiga
  - Kureha-Tech
  - Ōbashi Auto's
- Komeri (bouwmarkt)
- FamilyMart
- 7-Eleven
- Kawase-park
- Onderstation van Kansai Denryoku
- Kawase Station Hotel